# Nanonemoura
Nanonemoura is een geslacht van steenvliegen uit de familie beeksteenvliegen (Nemouridae). De wetenschappelijke naam van het geslacht is voor het eerst geldig gepubliceerd in 2001 door Baumann & Fiala.

## Soorten
Nanonemoura omvat de volgende soorten:
- Nanonemoura wahkeena (Jewett, 1954)